# Trygaeus communis
Trygaeus communis là một loài nhện biển trong họ Ammotheidae. Chúng được miêu tả khoa học năm 1881 bởi Dohrn.